# Polyeucte (ópera)
Polyeucte (título original en francés; en español, Poliucto) es una ópera en cinco actos con música de Charles Gounod y libreto en francés de Jules Barbier y Michel Carré, basada en la obra sobre san Polieucto de Pierre Corneille. El libreto es más fiel a su fuente que Les Martyrs, la adaptación de Scribe para Donizetti, y Gounod confiaba en expresar "los poderes desconocidos e irresistibles que el Cristianismo ha divulgado entre la Humanidad". El tema había ocupado a Gounod durante diez años. Un retraso inicial fue causado por un incendio que destruyó el teatro de la Ópera de París, la Salle Le Peletier, en octubre de 1873. Otro ulterior retraso se debió a que el primer borrador permaneció en manos de una celosa Georgina Weldon cuando él se marchó a Inglaterra en 1874, y él tuvo que recurrir a una demanda antes de resignarse a recomponer la obra de memoria. Finalmente se estrenó en el nuevo teatro de la Ópera, el Palais Garnier el 7 de octubre de 1878 pero fue un fracaso, "la pena de mi vida" y cerró después de 29 representaciones. El aria de Polyeucte "Source délicieuse" a veces se oye en concierto.
En las estadísticas de Operabase aparece con sólo una representación en el período 2005-2010.